# Луїза Дуран
Луїза Дуран де ла Фуенте (нар. 27 лютого 1941) — дружина президента Чилі Рікардо Лагоса. Вона була першою леді Чилі під час президентства її чоловіка (2000—2006).

## Біографія
Дуран народився у родині Ернана Дурана Моралеса та Луїзи де ла Фуенте Таволари. Луїза навчалася у школі Альянс Франсез у Сантьяго та середній школі Number 7 у Провіденсії.

## Громадське життя
За часів перебування на посіді першої леді вона вважала за краще називатися дружиною президента. Після закінчення президентства Лагоса її призначили виконавчим директором Фонду молодіжних та дитячих оркестрів Чилі (2007—2010 рр.), членом правління Культурного центру Матукана 100 та Культурної корпорації Сантьяго.
У 2013 році вона обійняла посаду директора Культурної корпорації Сантьяго.
У 2017 році вона повернулася на публічну арену щодо попередньої кандидатури її чоловіка, заявивши в інтерв'ю, що вона побоюється рішення Лагоса, щоб «не бути знову на публічному місці і мати постійний булінг» .
У жовтні 2018 року вона вийшла з партії «За демократію».